# Termine spettroscopico
In fisica il termine atomico, anche chiamato termine spettroscopico di Russell-Saunders, sintetizza il numero quantico azimutale di un sistema di particelle.
In fisica atomica, il termine atomico è usato per caratterizzare gli elettroni in un atomo, e determina un livello energetico della configurazione elettronica basandosi sull'accoppiamento di Russell-Saunders. Per il termine atomico dello stato fondamentale valgono le regole di Hund.

## Notazione
Il termine spettroscopico ha la forma 
{\displaystyle {}^{2S+1}\!L_{J}}
dove
{\displaystyle L} è il numero azimutale, in notazione spettroscopica.
{\displaystyle S} è il numero quantico di spin, {\displaystyle 2S+1} è la degenerazione di spin, cioè il massimo numero di possibili stati {\displaystyle J} per una data configurazione di {\displaystyle L} e {\displaystyle S}.
{\displaystyle J} è il numero del momento angolare totale.
I primi {\displaystyle 17} simboli {\displaystyle L} sono:
| {\displaystyle L} = | {\displaystyle 0} | {\displaystyle 1} | {\displaystyle 2} | {\displaystyle 3} | {\displaystyle 4} | {\displaystyle 5} | {\displaystyle 6} | {\displaystyle 7} | {\displaystyle 8} | {\displaystyle 9} | {\displaystyle 10} | {\displaystyle 11} | {\displaystyle 12} | {\displaystyle 13} | {\displaystyle 14} | {\displaystyle 15} | {\displaystyle 16} | ...                               |
|                     | {\displaystyle S} | {\displaystyle P} | {\displaystyle D} | {\displaystyle F} | {\displaystyle G} | {\displaystyle H} | {\displaystyle I} | {\displaystyle K} | {\displaystyle L} | {\displaystyle M} | {\displaystyle N}  | {\displaystyle O}  | {\displaystyle Q}  | {\displaystyle R}  | {\displaystyle T}  | {\displaystyle U}  | {\displaystyle V}  | (continuano in ordine alfabetico) |

## Termini, livelli e stati
Il termine spettroscopico viene usato anche per sistemi composti come nuclei atomici o molecole. Nel caso degli elettroni in un atomo, per una data configurazione elettronica si ha:
- Una combinazione dei possibili valori di {\displaystyle S} e {\displaystyle L} è chiamata termine, e il numero di combinazioni possibili è {\displaystyle (2S+1)(2L+1)} (detti microstati).
- Una combinazione dei possibili valori di {\displaystyle S}, {\displaystyle L} e {\displaystyle J} è chiamata livello, e il numero di combinazioni possibili è {\displaystyle (2J+1)}.
- Una combinazione di {\displaystyle L,S,J} e {\displaystyle M_{J}} determina univocamente un singolo stato.

Il prodotto {\displaystyle (2S+1)(2L+1)} è il numero degli autostati compositi {\displaystyle |S,M_{S},L,M_{L}\rangle } per ogni assegnato valore di S e L, ma è anche il numero degli stati di base nella rappresentazione non accoppiata, dove {\displaystyle S}, {\displaystyle M_{S}}, {\displaystyle L}, {\displaystyle M_{L}} ({\displaystyle M_{S}} e {\displaystyle M_{L}} sono le componenti lungo l'asse {\displaystyle z} dello spin totale e del momento angolare totale rispettivamente) sono Good quantum number, ai quali corrispondono operatori mutuamente commutanti. Assegnati {\displaystyle S} e {\displaystyle L}, gli autostati {\displaystyle |S,M_{S},L,M_{L}\rangle } in questa rappresentazione (detta disaccoppiata) generano uno spazio di funzioni di dimensione {\displaystyle (2S+1)(2L+1)}, siccome {\displaystyle M_{S}=S,S-1,\dots ,-S+1,-S} e {\displaystyle M_{L}=L,L-1,...,-L+1,-L}. Nella rappresentazione accoppiata, dove si tratta il momento angolare totale (momento di spin + momento orbitale), gli autostati sono {\displaystyle |J,M_{J},S,L\rangle } e questi stati generano uno spazio di funzioni di dimensione
{\displaystyle \sum _{J=J_{\min }=|L-S|}^{J_{\max }=L+S}(2J+1)}
siccome {\displaystyle M_{J}=J,J-1,\dots ,-J+1,-J}. 
Ovviamente, la dimensione dello spazio di funzioni nelle due rappresentazioni deve essere la stessa.
Ad esempio, per {\displaystyle S=1,L=2}, ci sono {\displaystyle (2\cdot 1+1)(2\cdot 2+1)=15\;} stati diversi, corrispondenti al termine 3D, dei quali {\displaystyle 1=(2\cdot 3+1)=7} appartengono al livello 3D3 (J = 3). La somma dei valori {\displaystyle (2J+1)} per ogni livello appartenente allo stesso termine, deve essere uguale a {\displaystyle (2S+1)(2L+1)}, siccome le dimensioni, nelle due rappresentazioni, coincidono (come anticipato sopra); in questo caso, J può essere 1, 2, o 3, e dunque {\displaystyle 3+5+7=15}.

## Grado di parità
La parità del termine atomico è data da:
{\displaystyle P=(-1)^{\sum _{i}l_{i}}}
dove {\displaystyle l_{i}} è il numero quantico azimutale del singolo elettrone.

Nel caso sia dispari, la parità del termine spettroscopico è indicata dall'apice "{\displaystyle o}", altrimenti l'apice è omesso 
{\displaystyle {}^{2}\!\mathrm {P} _{1/2}^{o}} ha parità dispari, {\displaystyle {}^{3}\!\mathrm {P} _{0}} ha parità pari.
In alternativa la parità può essere indicata con i pedici "{\displaystyle g}" o "{\displaystyle u}", che indicano rispettivamente gerade (termine tedesco che sta per "pari") e ungerade ("dispari"):
{\displaystyle {}^{2}\!\mathrm {P} _{1/2,u}} ha parità dispari, {\displaystyle {}^{3}\!\mathrm {P} _{0,g}} ha parità pari.

## Stato fondamentale
Il termine spettroscopico dello stato fondamentale è quello dello stato con massimi {\displaystyle S} e {\displaystyle L}. 
1. Considerata la configurazione elettronica più stabile, le shell complete non contribuiscono al momento angolare totale. Se tutte le shell sono complete, il termine spettroscopico  è {\displaystyle {}^{1}\!S_{0}}.
2. Gli elettroni si distribuiscono seguendo il principio di esclusione di Pauli, e riempiono gli orbitali partendo da quelli con il massimo numero quantico magnetico {\displaystyle m_{l}} con un solo elettrone. Si assegna il massimo valore del numero quantico di spin {\displaystyle m_{s}} ad ogni orbitale, ovvero {\displaystyle +1/2}. Quando tutti gli orbitali hanno un elettrone essi vengono completati con il secondo elettrone di spin {\displaystyle -1/2} con lo stesso metodo.
3. Lo spin totale {\displaystyle S} è pari alla somma degli {\displaystyle m_{s}} di ogni elettrone. Il momento angolare orbitale totale {\displaystyle L} è pari alla somma degli {\displaystyle m_{l}} di ogni elettrone.
4. Il momento angolare totale è pari a {\displaystyle J=|L-S|} se la shell è meno di metà completa, {\displaystyle J=L+S} se la shell è più di metà completa. Se la shell è esattamente riempita a metà {\displaystyle L} è nullo e {\displaystyle J=S} (terza regola di Hund)[3].

## Generalizzazione
Per calcolare il termine spettroscopico di una data configurazione elettronica si procede nel modo seguente:
- Si calcola il numero {\displaystyle N} di possibili microstati di una data configurazione elettronica, si riempiono parzialmente le subshell e per un dato numero quantico orbitale {\displaystyle l}. Il numero totale di elettroni che possono essere disposti è {\displaystyle t=2(2l+1)}. Se vi sono {\displaystyle e} elettroni in una data subshell il numero di possibili microstati è:[5]

{\displaystyle N={t \choose e}={t! \over {e!\,(t-e)!}}.}
Si prenda ad esempio la configurazione elettronica del carbonio: {\displaystyle 1s^{2}2s^{2}2p^{2}}. Dopo aver rimosso le subshell piene vi sono due elettroni nel livello {\displaystyle p\;(l=1)}, così che si hanno:
{\displaystyle N={6! \over {2!\,4!}}=15}
differenti microstati.
- Si disegnano quindi nel modo seguente i possibili microstati e si calcola {\displaystyle M_{L}} e {\displaystyle M_{S}} per ciascuno di essi, con {\displaystyle M=\sum _{i=1}^{e}m_{i}}, dove {\displaystyle m_{i}} è o {\displaystyle m_{l}} oppure {\displaystyle m_{s}} per l'{\displaystyle i}-esimo elettrone e {\displaystyle M_{L,S}} rappresenta rispettivamente il {\displaystyle M_{L}} o il {\displaystyle M_{S}} risultante:

|                    | {\displaystyle m_{l}} |                   |                    |                       |                       |
|                    | {\displaystyle +1}    | {\displaystyle 0} | {\displaystyle -1} | {\displaystyle M_{L}} | {\displaystyle M_{S}} |
| tutti "su"         | ↑                     | ↑                 |                    | {\displaystyle +1}    | {\displaystyle +1}    |
| tutti "su"         | ↑                     |                   | ↑                  | {\displaystyle 0}     | {\displaystyle +1}    |
| tutti "su"         |                       | ↑                 | ↑                  | {\displaystyle -1}    | {\displaystyle +1}    |
| tutti "giù"        | ↓                     | ↓                 |                    | {\displaystyle +1}    | {\displaystyle -1}    |
| tutti "giù"        | ↓                     |                   | ↓                  | {\displaystyle 0}     | {\displaystyle -1}    |
| tutti "giù"        |                       | ↓                 | ↓                  | {\displaystyle -1}    | {\displaystyle -1}    |
| uno "su" uno "giù" | ↑↓                    |                   |                    | {\displaystyle +2}    | {\displaystyle 0}     |
| uno "su" uno "giù" | ↑                     | ↓                 |                    | {\displaystyle +1}    | {\displaystyle 0}     |
| uno "su" uno "giù" | ↑                     |                   | ↓                  | {\displaystyle 0}     | {\displaystyle 0}     |
| uno "su" uno "giù" | ↓                     | ↑                 |                    | {\displaystyle +1}    | {\displaystyle 0}     |
| uno "su" uno "giù" |                       | ↑↓                |                    | {\displaystyle 0}     | {\displaystyle 0}     |
| uno "su" uno "giù" |                       | ↑                 | ↓                  | {\displaystyle -1}    | {\displaystyle 0}     |
| uno "su" uno "giù" | ↓                     |                   | ↑                  | {\displaystyle 0}     | {\displaystyle 0}     |
| uno "su" uno "giù" |                       | ↓                 | ↑                  | {\displaystyle -1}    | {\displaystyle 0}     |
| uno "su" uno "giù" |                       |                   | ↑↓                 | {\displaystyle -2}    | {\displaystyle 0}     |
- Si conta quindi il numero di microstati per ogni combinazione di {\displaystyle M_{L}-M_{S}}

|                       |                    | {\displaystyle M_{S}} |                   |                    |
|                       |                    | {\displaystyle +1}    | {\displaystyle 0} | {\displaystyle -1} |
| {\displaystyle M_{L}} | {\displaystyle +2} |                       | {\displaystyle 1} |                    |
| {\displaystyle M_{L}} | {\displaystyle +1} | {\displaystyle 1}     | {\displaystyle 2} | {\displaystyle 1}  |
| {\displaystyle M_{L}} | {\displaystyle 0}  | {\displaystyle 1}     | {\displaystyle 3} | {\displaystyle 1}  |
| {\displaystyle M_{L}} | {\displaystyle -1} | {\displaystyle 1}     | {\displaystyle 2} | {\displaystyle 1}  |
| {\displaystyle M_{L}} | {\displaystyle -2} |                       | {\displaystyle 1} |                    |
- Si estrae la più piccola tabella rappresentante ogni possibile termine. Ogni tabella ha dimensione {\displaystyle (2L+1)(2S+1)} e tutte le sue entrate saranno {\displaystyle 1}. La prima ad essere estratta corrisponde a {\displaystyle M_{L}} che varia tra {\displaystyle -2} a {\displaystyle +2} (cioè {\displaystyle L=2}), con un solo valore per {\displaystyle M_{S}} (cioè {\displaystyle S=0}): questo corrisponde al termine {\displaystyle ^{1}D}. Il resto della tabella è 3×3. Si estrae quindi la seconda tabella, rimuovendo le entrate per {\displaystyle M_{L}} e {\displaystyle M_{S}}, entrambe variano tra {\displaystyle -1} a {\displaystyle +1} (cioè {\displaystyle S=L=1}, il termine {\displaystyle ^{3}P}). La restante parte della tabella è 1×1, con {\displaystyle L=S=0}, cioè il termine {\displaystyle ^{1}S}.

|                       |                    | {\displaystyle M_{s}} |
|                       |                    | {\displaystyle 0}     |
| {\displaystyle M_{l}} | {\displaystyle +2} | {\displaystyle 1}     |
| {\displaystyle M_{l}} | {\displaystyle +1} | {\displaystyle 1}     |
| {\displaystyle M_{l}} | {\displaystyle 0}  | {\displaystyle 1}     |
| {\displaystyle M_{l}} | {\displaystyle -1} | {\displaystyle 1}     |
| {\displaystyle M_{l}} | {\displaystyle -2} | {\displaystyle 1}     |

|                       |                    | {\displaystyle M_{s}} |                   |                    |
|                       |                    | {\displaystyle +1}    | {\displaystyle 0} | {\displaystyle -1} |
| {\displaystyle M_{l}} | {\displaystyle +1} | {\displaystyle 1}     | {\displaystyle 1} | {\displaystyle 1}  |
| {\displaystyle M_{l}} | {\displaystyle 0}  | {\displaystyle 1}     | {\displaystyle 1} | {\displaystyle 1}  |
| {\displaystyle M_{l}} | {\displaystyle -1} | {\displaystyle 1}     | {\displaystyle 1} | {\displaystyle 1}  |

|                       |                   | {\displaystyle M_{s}} |
|                       |                   | {\displaystyle 0}     |
| {\displaystyle M_{l}} | {\displaystyle 0} | {\displaystyle 1}     |
- Infine, applicando le regole di Hund, si ricava lo stato fondamentale.